# Abraham Israel Schnitzler
Abraham Israël Schnitzler, bekend als A.J. Schnitzler, (Rotterdam, 13 maart 1833 – Rotterdam, 27 juni 1915) was een Nederlands violist.
Hij was zoon van Israel Schnitzler en Rosetta Zoest. Hijzelf trouwde met Rebecca van Vliet. Zoon Isidore Schnitzler, geboren 1859, werd eveneens vioolvirtuoos, vertrok naar Duitsland en de Verenigde Staten.
Zijn lessen kreeg hij achtereenvolgens van oom David Schnitzler (1806-1886), J.J. Baumgarten en Berthold Tours (allen te Rotterdam) en Bernard Koch in Amsterdam. Hij trok al op jonge leeftijd het land in als solist (A.J. Schnitzler jr.) en was tegelijkertijd eerste violist en tweede concertmeester bij de Hoog-Duitse Opera en Eruditio Musica in Rotterdam. Op latere leeftijd beperkte hij zich tot het spelen van de tweede viool in het "Strijkkwartet der Kamermuziekvereeniging" van Toonkunst in Rotterdam en gaf ook les in kwartetspel. In 1900 vierde hij zijn vijftigjarig bestaan als musicus.